# Korneliusz (staroobrzędowy metropolita moskiewski)
Korneliusz, imię świeckie Konstantin Iwanowicz Titow (ur. 1 sierpnia 1947 w Oriechowie-Zujewie) – hierarcha staroobrzędowy, zwierzchnik Rosyjskiej Prawosławnej Cerkwi Staroobrzędowej.
Po ukończeniu VIII klasy, z powodu trudnej sytuacji rodzinnej, podjął pracę zarobkową w zakładach odlewniczo-mechanicznych w rodzinnym mieście. Równolegle kontynuował edukację w szkole wieczorowej, następnie w technikum i instytucie mechaniki samochodowej w Moskwie, który ukończył w 1976. W 1991 został przewodniczącym rady parafialnej parafii Rosyjskiej Prawosławnej Cerkwi Staroobrzędowej w Oriechowie-Zujewie. W 1997 metropolita moskiewski i całej Rusi Alimpiusz wyświęcił go na diakona-celibatariusza. 7 maja 2004 w soborze Opieki Matki Bożej w Moskwie metropolita moskiewski i całej Rusi Adrian wyświęcił go na kapłana i skierował do pracy duszpasterskiej w cerkwi Narodzenia Matki Bożej w Oriechowie-Zujewie.
21 października 2004 Uświęcony Sobór Rosyjskiej Prawosławnej Cerkwi Staroobrzędowej nominował go na biskupa kazańskiego i wiackiego. 14 maja 2005 ks. Konstantin Titow złożył wieczyste śluby mnisze z imieniem Korneliusz. Chirotonię biskupią przyjął w tym samym roku z rąk metropolity Adriana, biskupów nowosybirskiego Sylwana, kiszyniowskiego Eumeniusza i dalekowschodniego Hermana.
18 października 2005 Uświęcony Sobór, zwołany po śmierci metropolity Adriana, wybrał biskupa Korneliusza na jego następcę.

## Poglądy
Korneliusz otwarcie popiera inwazja Rosji na Ukrainę i popiera działania rosyjskiej armii. Twierdził, że ludzie na Ukrainie są rzekomo zabijani tylko dlatego, że myślą i mówią po rosyjsku. Korneliusz wezwał stronę ukraińską do złożenia broni i "powstrzymania ludobójstwa, szaleństwa".